# فران دلگادو
فران دلگادو (زاده ۱۱ ژوئیه ۲۰۰۱) یک بازیکن فوتبال اهل اسپانیا است. وی برای باشگاه فوتبال بتیس بازی می‌کند.